# 豊原放送局
豊原放送局（とよはらほうそうきょく）は、1941年（昭和16年）12月、社団法人日本放送協会（現在の日本放送協会（NHK）の前身）によって当時日本領であった南樺太の豊原市（現在のサハリン州ユジノサハリンスク）に開設された放送局。

呼出符号（コールサイン）はJDAK。1945年（昭和20年）8月の樺太上陸作戦で侵攻してきたソ連軍（赤軍）に接収され、放送を停止した。

## 放送局データ
- 所在地：樺太豊原市大字豊原字南二線東十三番地（豊原公園（現ガガーリン記念文化公園）内）
- 周波数： 620kc （出力1kW）（本来割り当てられた周波数で、仮放送まで使用）
- 周波数： 750kc （出力50W）　（本放送開始時。変更は太平洋戦争開戦による電波管制のための臨時の措置）
  - 後に電力線切替え有線放送となり、停波。

## 前史
1925年（大正14年）、大阪朝日新聞社が実施した試験放送（放送機は社団法人大阪放送局から借用）を大泊無線局で受信し同社に祝電を送ったところ、翌日の放送でこれが取り上げられ局員を感激させた。しかし、日本本土（内地）からの放送を受信するには高価な高級受信機（ラジオ）が必要で、一般には普及しなかった。
1928年（昭和3年）6月、日本放送協会札幌放送局・仙台放送局の両放送局が放送を開始すると、受信状態が改善され聴取者が増加した。さらに、1933年10月、豊原にラジオ相談所が開設され、受信機の修理も可能になった。
樺太庁でも放送事業の研究に着手し、放送施設の建設費を昭和11年度の予算に計上したが、予算は不成立に終わり計画は頓挫した。このため、樺太庁は方針を転換し、官民一致して放送局の開設を日本放送協会と逓信大臣に請願することになった。これが功を奏し、日本放送協会は1938年（昭和13年）に豊原放送局の開設を決定した。

## 沿革
- 1936年（昭和11年）8月 - 札幌中央放送局、樺太庁始政30回記念樺太拓殖共進会会場（豊原）に臨時の放送局を開設（呼出符号JDAK）、ニュースや場内の実況中継などを放送するとともに、豊原付近の電波感度を調査
- 1937年（昭和12年） - 日本放送協会、豊原市の豊原公園内に局舎建設用地を選定
- 1938年（昭和13年） - 日本放送協会、豊原放送局の開設を決定
- 1940年（昭和15年）5月 - 日本放送協会、豊原放送局の工事に着手
- 1941年（昭和16年）11月21日 - 豊原放送局の放送施設許可（呼出符号JDAK、出力1kW）
- 1941年（昭和16年）11月21日 - 試験電波発射（出力1kW）
- 1941年（昭和16年）12月8日 - 太平洋戦争開戦の臨時ニュースにより、緊急に仮放送開始
- 1941年（昭和16年）12月26日 - 正式に放送開始（出力50W）
- 1942年（昭和17年）3月21日 - 電波管制のため電力線切替え有線放送に変更（50W）
- 1943年（昭和18年）12月1日 - 豊原放送局に札幌中央放送局豊原分室を設置
- 1944年（昭和19年）12月 - 大泊と真岡で電灯線利用の有線放送開始
  - 1945年（昭和20年）8月9日 - ソ連、日本に対し宣戦布告。北緯50度線を越境し、南樺太に侵攻
- 1945年（昭和20年）8月15日 - 終戦の詔勅（玉音放送）を放送
- 1945年（昭和20年）8月23日 - ソ連軍の進駐により放送停止
- 1945年（昭和20年）8月28日 - ソ連軍により局舎接収

## 戦後
局舎は戦後もソ連（ソビエト連邦の崩壊後はロシア）のラジオ局として使用され、1996年の時点で建物や機器の一部、放送塔などが現役であったことが確認されている。
2025年8月、NHK札幌放送局が北海道スペシャル「極北ラジオ　樺太・豊原放送局」を放送する。